# Episodi di Training Day
La prima e unica stagione della serie televisiva Training Day è stata trasmessa dal canale statunitense CBS dal 2 febbraio al 20 maggio 2017.
In Italia la stagione va in onda sul canale a pagamento Premium Crime dal 19 settembre al 5 dicembre 2017.
| n° | Titolo originale     | Titolo italiano           | Prima TV USA     | Prima TV Italia   |
| -- | -------------------- | ------------------------- | ---------------- | ----------------- |
| 1  | Apocalypse Now       | Apocalypse Now            | 2 febbraio 2017  | 19 settembre 2017 |
| 2  | Tehrangeles          | Tehrangeles               | 9 febbraio 2017  | 19 settembre 2017 |
| 3  | Trigger Time         | L'ora della trappola      | 16 febbraio 2017 | 26 settembre 2017 |
| 4  | Code of Honor        | Codice d'onore            | 23 febbraio 2017 | 3 ottobre 2017    |
| 5  | Wages of Sin         | Il prezzo del peccato     | 2 marzo 2017     | 10 ottobre 2017   |
| 6  | Faultlines           | Senso di colpa            | 9 marzo 2017     | 17 ottobre 2017   |
| 7  | Quid Pro Quo         | Qui Pro Quo               | 8 aprile 2017    | 24 ottobre 2017   |
| 8  | Blurred Lines        | Linee confuse             | 15 aprile 2017   | 31 ottobre 2017   |
| 9  | Bad Day at Aqua Mesa | Giornataccia ad Aqua Mesa | 22 aprile 2017   | 7 novembre 2017   |
| 10 | Sunset               | Il tramonto               | 29 aprile 2017   | 14 novembre 2017  |
| 11 | Tunnel Vision        | Prospettiva limitata      | 6 maggio 2017    | 21 novembre 2017  |
| 12 | Elegy                | Elegia - I parte          | 13 maggio 2017   | 28 novembre 2017  |
| 13 | Elegy Part: 2        | Elegia - II parte         | 20 maggio 2017   | 5 dicembre 2017   |